# モトちゃんの歌は魂だ!
『モトちゃんの歌は魂だ!』（モトちゃんのうたはこころだ）は、千葉テレビ放送（チバテレ）制作の音楽番組である。制作局のチバテレでは、2011年1月10日から 2013年6月24日まで放送された。

## 概要
茨城県常陸大宮市出身の演歌歌手で、現在も茨城県を中心に活動している茅根元三の冠番組である。茅根が社長を務め、建設業および演歌歌手としてのマネジメント業務を営むHOUGA商会（本社は茨城県東茨城郡茨城町）の一社提供である。
内容としては、他のチバテレの演歌関連番組同様で、毎週ゲストを招いてのトークや歌で構成される。番組終盤には、「番組の推薦曲」として新曲演歌のPVを2,3曲放送する。
2012年までは、演歌番組の放送を行わないテレビ神奈川を除いた5いっしょ3ちゃんねる加盟局でネットされていたが、2013年1月以降は、再びチバテレのみの放送となった。

## 出演者
- 茅根元三
- 服部浩子（司会、2011年10月 - 2013年6月）
- 渡辺勝彦（司会、2011年1月 - 同年9月）

## 放送局と放送時間

### 番組終了時の放送局
| 放送対象地域 | 放送局                                | 系列  | 放送日時                 | 放送時期                      | 備考 |
| ------------ | ------------------------------------- | ----- | ------------------------ | ----------------------------- | --- |
| 千葉県       | 千葉テレビ放送 (CTC、チバテレ) 制作局 | JAITS | 月曜 10時30分 - 11時00分 | 2011年1月10日 - 2013年6月24日 | 『テレビ傍聴席』（千葉県議会中継）や高校野球千葉大会中継放送日は、別時間に振り替え放送（中止は殆どない）。 |

### 過去の放送局
全て、2012年12月で放送終了。
| 放送対象地域 | 放送局                       | 系列                           | 放送日時                 | 放送時期                       | 備考 |
| ------------ | ---------------------------- | ------------------------------ | ------------------------ | ------------------------------ | ---- |
| 埼玉県       | テレビ埼玉 (TVS、テレ玉)     | JAITS （5いっしょ3ちゃんねる） | 月曜 12時30分 - 13時00分 | 2011年8月1日 - 2012年12月24日  |      |
| 栃木県       | とちぎテレビ (GYT、とちテレ) | JAITS （5いっしょ3ちゃんねる） | 日曜 7時00分 - 7時30分   | 2011年8月7日 - 2012年12月30日  |      |
| 群馬県       | 群馬テレビ (GTV、群テレ)     | JAITS （5いっしょ3ちゃんねる） | 木曜 9時00分 - 9時30分   | 2011年8月4日 - 2012年12月27日  |      |
| 京都府       | KBS京都                      | JAITS                          | 金曜 9時00分 - 9時30分   | 2011年10月7日 - 2012年12月28日 |      |